# فوجیوارا نو هاروآکی
فوجیوارا نو هاروآکی (به ژاپنی: 藤原 玄明 ふじわら の はるあき)، (درگذشت ۹۴۰ میلادی)، یک فئودال محلی در باندو (منطقه کانتو) در اواسط دوره هی‌آن بود. جزئیات سوابق او ناشناخته است، اما بر اساس نام خانوادگی او، تصور می‌شود که او از خاندان فوجیوارا است که یکی از رهبران جنگ جوهی-تنکو (شورش تایرا نو ماساکادو) بود و توسط تایرا نو ماساکادو به عنوان هیتاچی نو سوکه منصوب شد. در «ماساکادوکی» (将門記) شخصیت او به‌شدت مورد انتقاد قرار می‌گیرد: «تاریک، مرد وحشی کشور اصلی، سمی برای مردم».